# 派特·派特森
派特·派特森（英語：Pat Patterson，1941年1月19日—2020年12月2日），本名皮爾·克萊蒙（英語：Pierre Clermont），是加拿大退休職業摔角選手，生前擔任世界摔角娛樂（WWE）的創意顧問，而他也是首任WWF洲際冠軍。派特·派特森於1996年入選成為世界摔角娛樂名人堂成員。

## 冠軍及成就

### 美國摔角協會
- AWA世界雙打冠軍（英语：AWA World Tag Team Championship）（一次）

### 新日本職業摔角
- NWA北美摔角冠軍 (洛杉磯/日本)（英语：NWA North American Tag Team Championship (Los Angeles/Japan version)）（一次）

### 全國摔角聯盟
- NWA全美重量級冠軍（英语：NWA Americas Heavyweight Championship）（一次）
- NWA美國重量級冠軍 (舊金山)（英语：NWA United States Heavyweight Championship (San Francisco version)）（五次）
- NWA世界雙打冠軍 (舊金山)（英语：NWA World Tag Team Championship (San Francisco version)）（九次）
- NWA指虎冠軍 (阿馬里洛)（英语：NWA Brass Knuckles Championship (Amarillo version)）（一次）
- NWA北美重量級冠軍 (阿馬里洛)（英语：NWA North American Heavyweight Championship (Amarillo version)）（一次）
- NWA北太平洋重量級冠軍（英语：NWA Pacific Northwest Heavyweight Championship）（三次）
- NWA北太平洋雙打冠軍（英语：NWA Pacific Northwest Tag Team Championship）（兩次）

### 職業摔角畫報
- PWI史丹利·威斯頓獎（2004年）
- PWI Years-第110名（2003年）

### 職業摔角名人堂（英语：Professional Wrestling Hall of Fame and Museum）
- 職業摔角名人堂（1996年）

### 世界摔角聯盟
- WWF硬蕊冠軍（一次）
- WWF洲際重量級冠軍（一次）
- WWF北美重量級冠軍（一次）
- 世界摔角娛樂名人堂（1996年）

### 摔角觀察通訊獎（英语：Wrestling Observer Newsletter awards）
- 年度最佳賽事（1981年；於4月21日對上殺戮警長）
- 年度最差賽事（2000年；於6月25日在波士頓舉行的擂台之王（英语：King of the Ring (2000)）對上傑拉爾德·布里斯科（英语：Gerald Brisco））
- 摔角觀察通訊名人堂（1996年）